# تتراكوسان-1-ول
تتراكوسان-1-ول هو كحول دهني ذو أربعةٍ وعشرين ذرة كربون، صيغته الجزيئية هي C24H50O. عادةً ما نحصل عليه من حمض الليغنوسيريك.